# Atriplex confertifolia
Atriplex confertifolia är en amarantväxtart som först beskrevs av John Torrey och John Charles Frémont, och fick sitt nu gällande namn av Sereno Watson. Atriplex confertifolia ingår i släktet fetmållor, och familjen amarantväxter. Inga underarter finns listade i Catalogue of Life.

## Bildgalleri

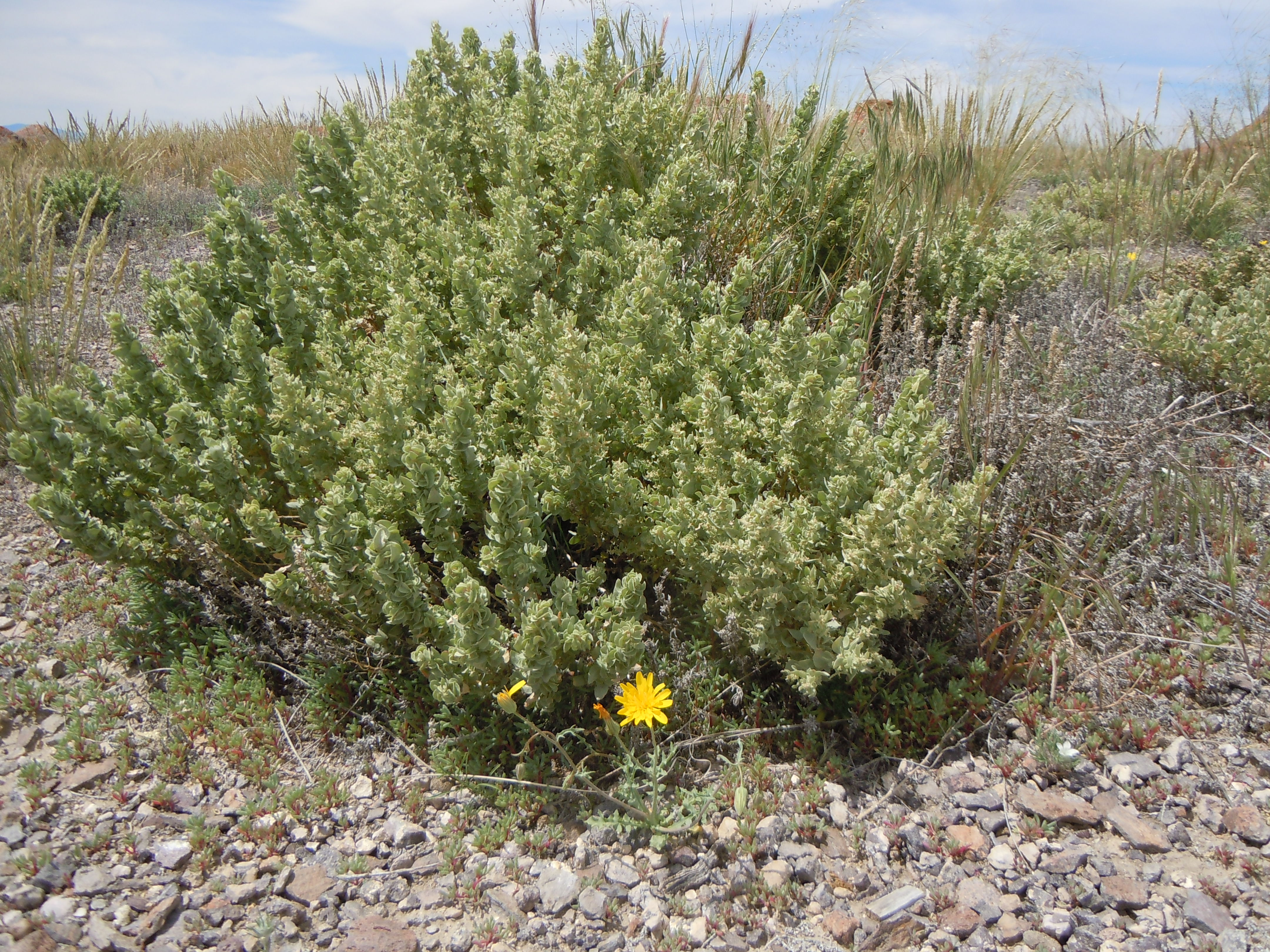
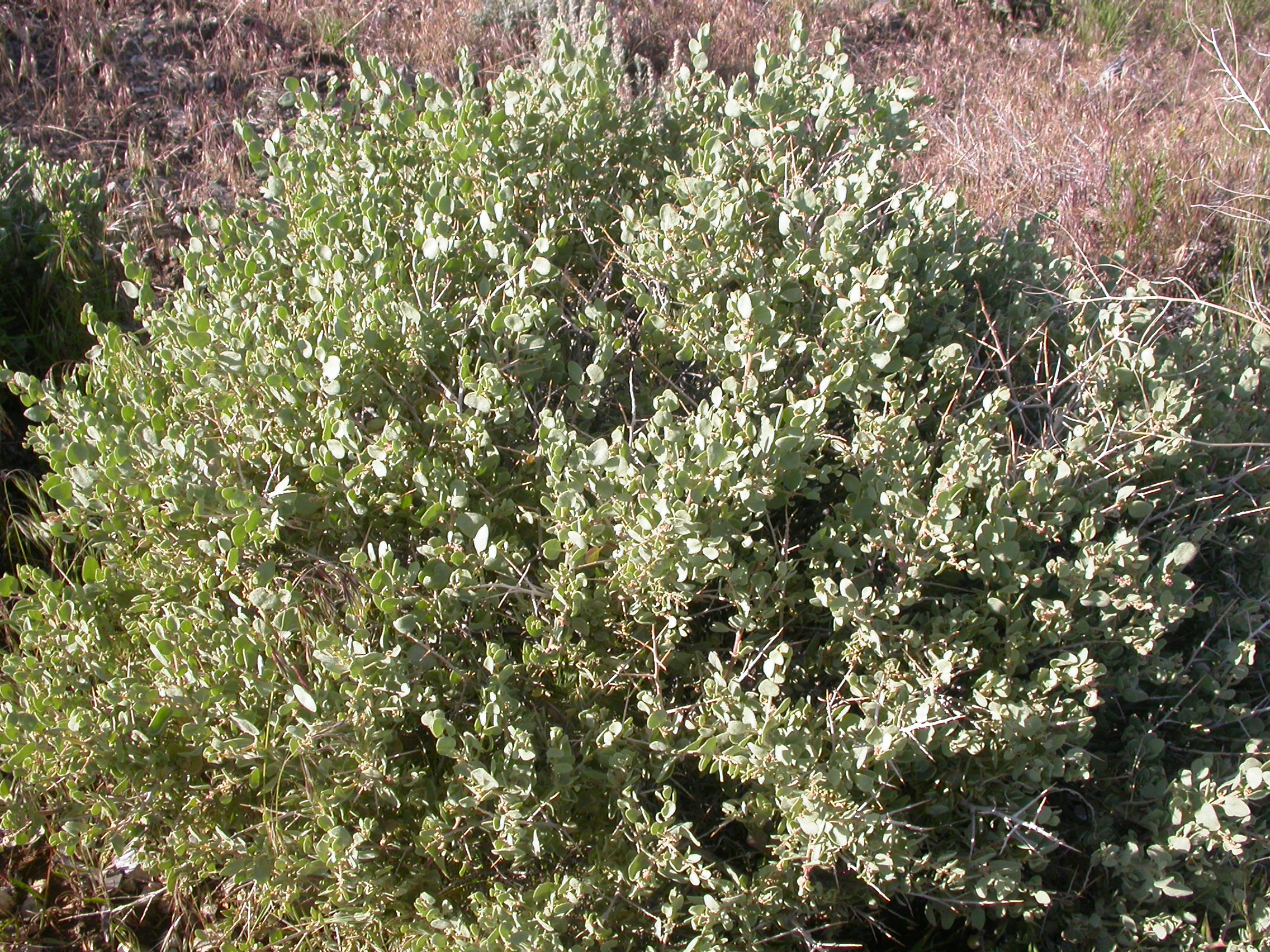
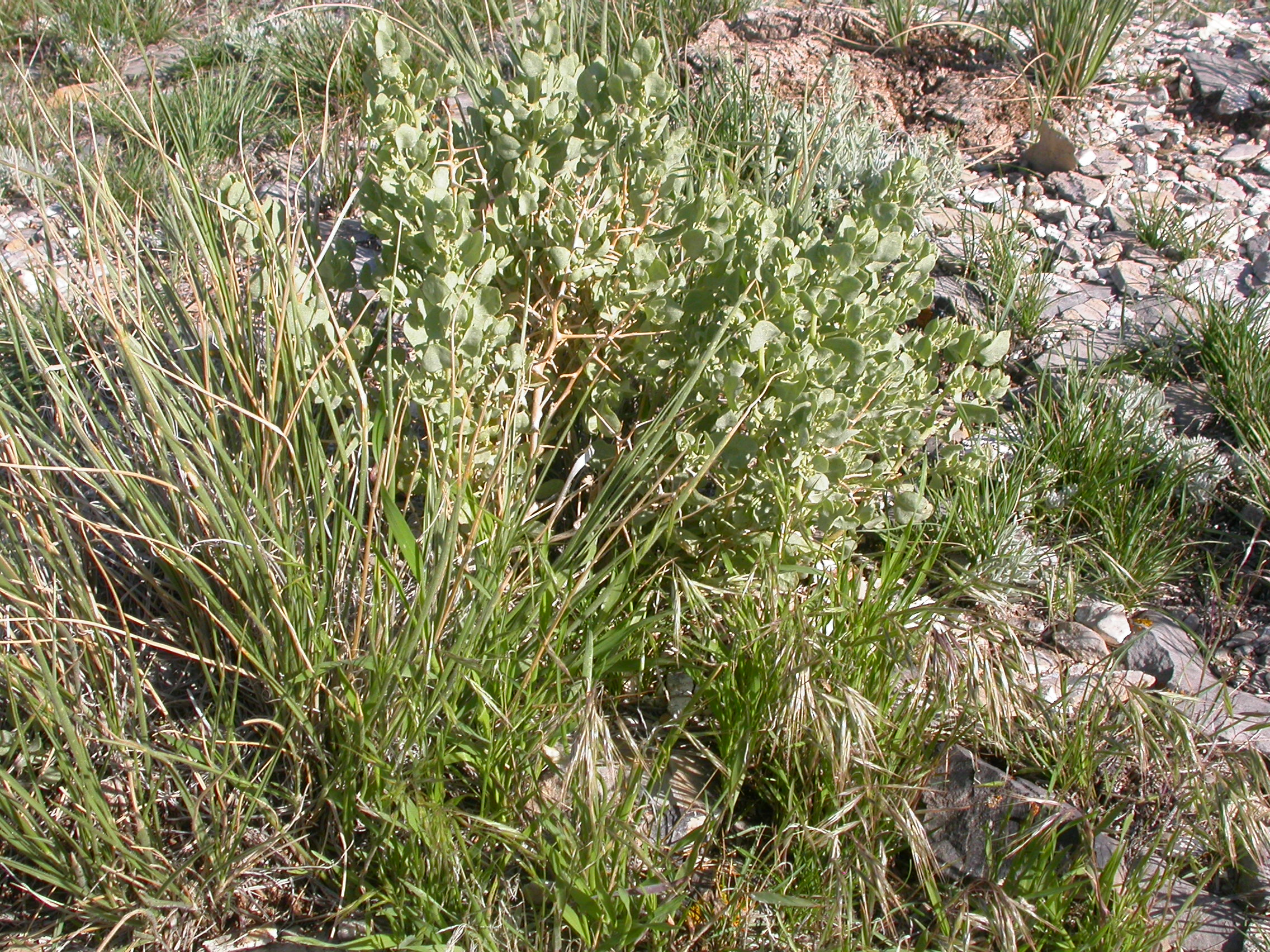
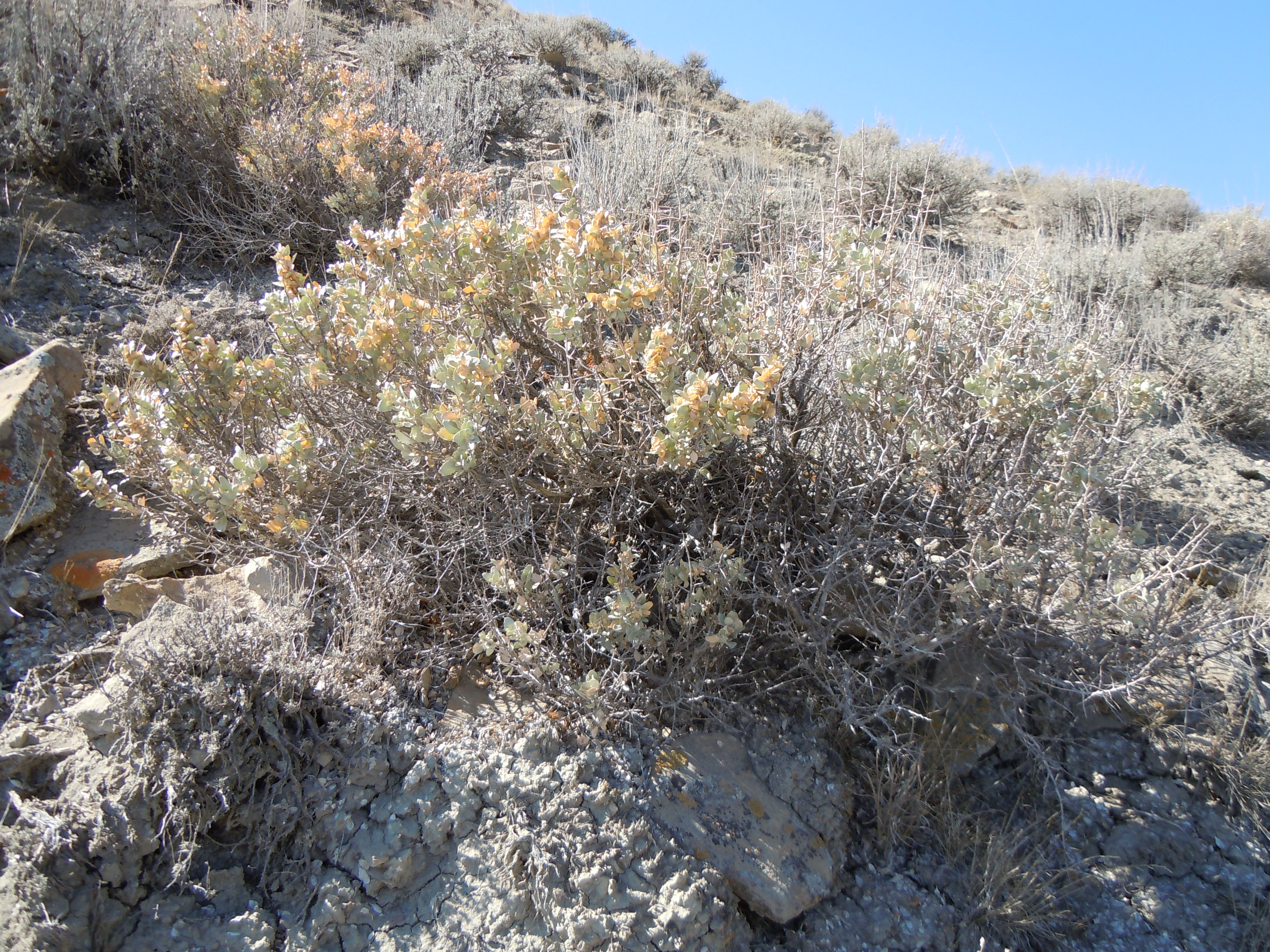
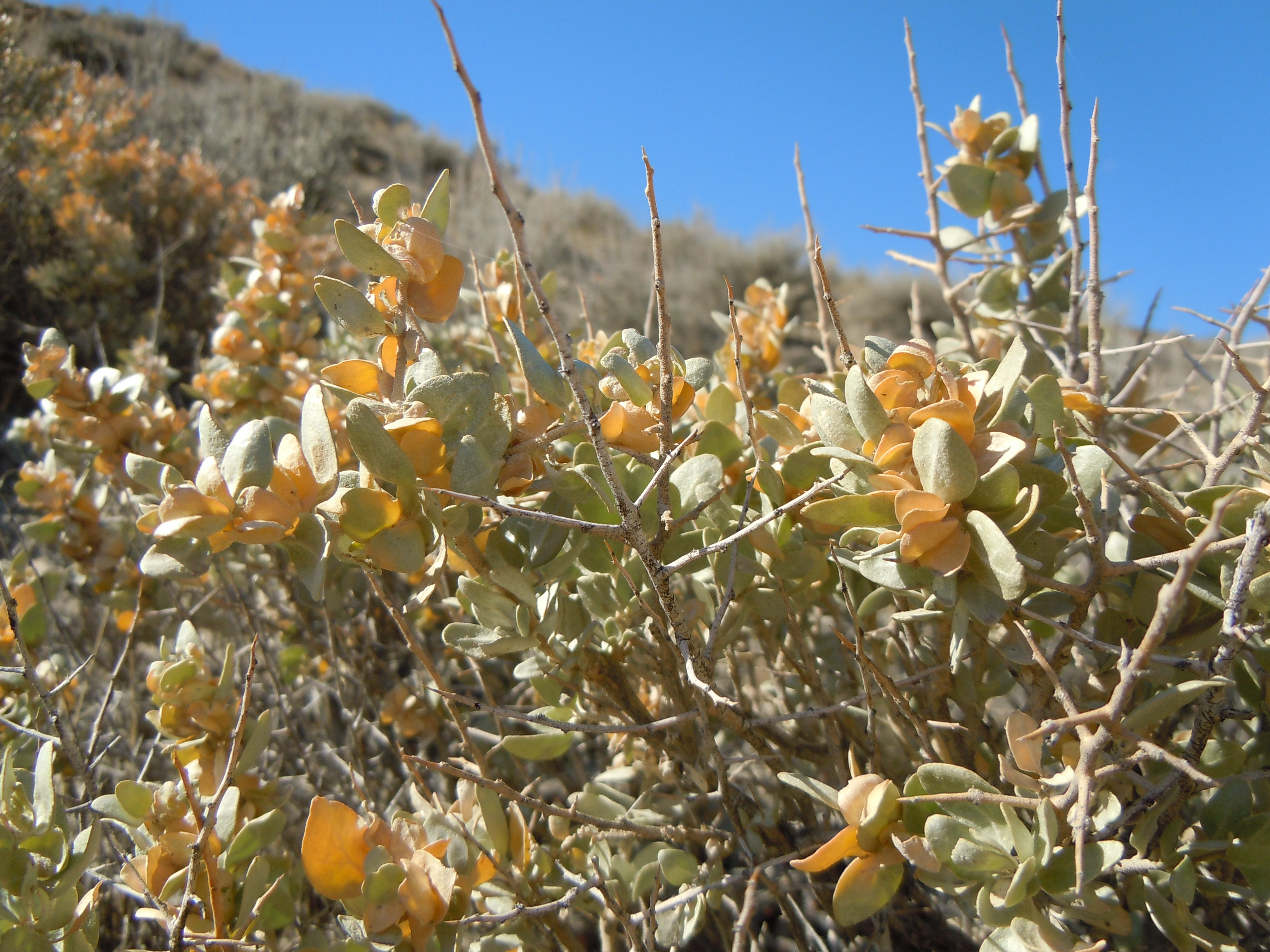
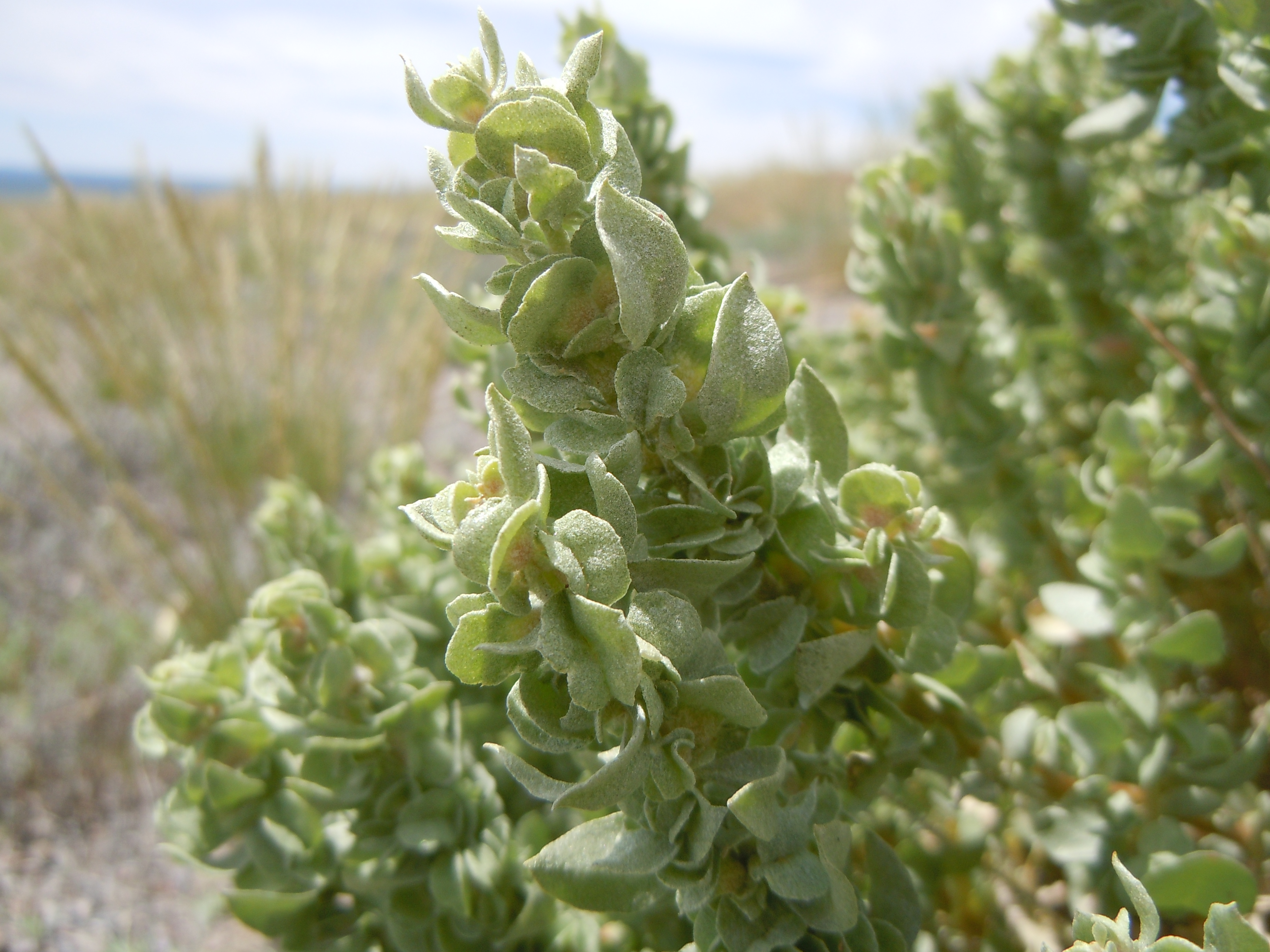